# Антоний (Абашидзе)
Схиархиепи́скоп Анто́ний (в мантии Дими́трий, в миру князь Дави́д Ильи́ч Абаши́дзе (груз. დავით ილიას ძე აბაშიძე); 15 [27] октября 1867, Тифлисская губерния — 1 ноября 1942, Киевская область) — епископ Православной российской церкви; с 25 июня 1912 года епископ (с 6 мая 1915 года архиепископ) Таврический и Симферопольский, почётный председатель Таврического отдела Русского собрания.

## Биография
Принадлежал к грузинскому аристократическому роду: по отцу происходил из князей Абашидзе, по материнской линии был в родстве с княжеским родом Багратиони. Родился в фамильном имении, селе Веджины Сигнахского уезда Тифлисской губернии в 1867 году; в источниках указываются разные даты рождения: 1 октября, 2 октября, 12 октября; в наиболее раннем из известных источников указана дата 15 (27) октября 1867 года.
Окончил 1-ю Тифлисскую классическую гимназию (1888) и юридический факультет Новороссийского университета (1891). Поступил 15 сентября 1891 года в Киевскую духовную академию, где 16 ноября 1891 года был пострижен в мантию с именем Димитрий; 21 ноября рукоположён во иеродиакона.
В 1896 году окончил академию со степенью кандидата богословия за работу «Православная Иверская Церковь в борьбе с мусульманством в XVII веке». В том же году был рукоположён во иеромонаха и с 16 августа 1896 года стал преподавать Священное Писание в Тифлисской духовной семинарии. Затем был инспектором: с 1897 года — Кутаисской семинарии, с 1898 года — Тифлисской семинарии.
В 1900 году был назначен ректором Александровской миссионерской духовной семинарии в сане архимандрита.
16 марта 1902 года император Николай II утвердил доклад Синода о бытии архимандриту Димитрию епископом Алавердским, вторым викарием Грузинской епархии «с тем, чтобы наречение и посвящение в епископский сан произведено было в Тифлисе»; 23 апреля 1902 года хиротонисан во епископа Алавердского, викария Мцхето-Карталинской епархии. Настоятель тифлисского Спасо-Преображенского монастыря, председатель епархиального училищного совета.
С 4 ноября 1903 года — епископ Гурийско-Мингрельский, настоятель Мартвильского Успенского монастыря.
С 16 июня 1905 года — епископ Балтский, викарий Подольской епархии.
С 20 января 1906 года — епископ Туркестанский и Ташкентский.
Добился возвращения в ведение Туркестанской епархии храмов, переданных при его предшественнике санкт-петербургскому военному протопресвитеру. Объездил все города и посёлки края, лично курировал строительство новых храмов, число которых при нём увеличилось вдвое (с 78 до 161). Основал первый в Туркестане духовный печатный орган — журнал «Туркестанские епархиальные ведомости». По его инициативе в епархии стали проводиться съезды духовенства. Председатель Миссионерского комитета, почётный председатель Туркестанского общества религиозно-нравственного просвещения.
Сложные личные отношения между епархиальным руководством и туркестанской администрацией мешали развитию церковного дела в крае. В адрес епископа Димитрия высказывалась критика не только представителями администрации Туркестанского края, но и депутатами Государственной думы. Сторонники епископа отреагировали на критику письмом в «Туркестанские ведомости». В нём говорилось, что «…высказанная депутатом Каменским характеристика преосвященного Димитрия не отвечает действительности… Преосвященный Димитрий, приняв в 1906 г. в управление не вполне устроенную Туркестанскую епархию, сумел… в сравнительно короткий период (1906—1910 гг.) установить в окраинной нашей епархии нормальную жизнь и заслужить глубокое уважение со стороны всего православного населения Туркестана. …Основал свой печатный орган, созвал 1-й епархиальный съезд духовенства, организовал по приходам общества трезвости, …кассу взаимопомощи, похоронную кассу, религиозно-просветительные общества (в Ташкенте и в Верном), пастырские собрания, оживил церковное проповедничество в епархии, учредил уездные соборные храмы, открыл много приходов в городах и сёлах с достаточным материальным обеспечением духовенства, поддержал православную миссию, поднял образовательный ценз духовенства привлечением лучших сил из Центральной России, возбудил ходатайство перед Св. Синодом об открытии духовной семинарии».
С 25 июня 1912 года — епископ Таврический и Симферопольский, настоятель Корсунского Богородичного монастыря, председатель Таврической тюремной инспекции. В 1913 году инициатор открытия в Симферополе миссионерских курсов и общества трезвости.
6 мая 1915 года был возведён в сан архиепископа.
В 1915—1916 годах судовой священник на броненосце «Святой Пантелеимон» Черноморского флота.
5 марта 1917 архиепископ Таврический и Симферопольский Димитрий обратился с посланием к пастве, в котором призвал «забыть все распри, раздоры, ссоры, споры и недоразумения» и «не щадя своей жизни и во всем усердно и добросовестно, не за страх, а за совесть, без ропота и лицемерия» повиноваться Временному правительству.
В 1917 году — товарищ председателя V Всероссийского миссионерского съезда, член Поместного Собора Православной Российской Церкви, участвовал только в 1-й сессии, председатель XVIII, член II, III, V, VII, VIII отделов и соборной делегации в Московский военно-революционный комитет. 7 декабря 1917 года избран заместителем членов Святейшего Синода.
В 1918 году в Крыму была провозглашена советская власть, и на территории полуострова стали создаваться чрезвычайные органы власти — военно-революционные комитеты; 14 марта архиепископ Димитрий писал Патриарху Тихону:

Одному только Богу ведомо, что терпим мы здесь в Крыму, ставшем вторым Кронштадтом. Всё население держат в страхе, не считаясь решительно ни с чем. Нас — церковных людей всячески донимают. Захватили и совершенно разорили богатый Корсунский монастырь в Днепровском уезде, ограбили Кизилталшскую обитель; завладели Георгиевским Балаклавским монастырём и отдали его в распоряжение «Союза увечных воинов»; в настоящие дни бесцеремонно грабят Херсонисский и Инкерманский монастыри (оба вблизи Севастополя); консисторское здание объявили собственностью «Таврической республики» и всем чиновникам приказали в течение недели (до 5 апреля) очистить помещения.
В 1919 году — один из организаторов и товарищ председателя Юго-Восточного Русского Церковного Собора, председатель I отдела «Об организации ВВЦУ», в 1920 году председатель Временного высшего церковного управления юго-востока России.
Перенёс инсульт и ослеп на правый глаз. С 14 сентября 1921 года пребывал на покое в Топловском Параскевиевском монастыре в Феодосийском уезде. В 1922 году был осуждён на год принудительных работ, затем амнистирован. Но уже в следующем году, 11 апреля был арестован и выслан из Крыма органами ГПУ. Поселился в Китаевской пустыни при Киево-Печерской Лавре, а после её закрытия жил на частных квартирах. В Китаевской пустыни жил в одном доме с архимандритом Ермогеном (Голубевым), будущим архиепископом, исповедником, борцом за права Церкви.
Не принял т. н. Декларацию митрополита Сергия (Страгородского) и возглавил украинскую группу непоминающих. Некоторые исследователи считают его вместе с отцом Анатолием Жураковским автором антисергианского Киевского воззвания «К чадам Русской Церкви».
В 1928 году был пострижен в великую схиму с именем Антоний — в честь Антония Печерского.
В 1933 году был арестован и приговорён к 5 годам заключения условно; жил на частной квартире на Козловской улице, близ Киево-Печерской лавры.
В 1937 году совершил тайное отпевание экзарха Украины митрополита Киевского Константина (Дьякова), замученного в тюрьме, чья могила впоследствии была установлена на Лукьяновском кладбище.
После открытия Лавры 27 сентября 1941 года, сразу после занятия Киева немцами, переселился туда, заняв дом бывшего блюстителя Ближних пещер, где для него был восстановлен небольшой храм. С конца 1941 года заместитель председателя Архиерейского Собора автономной Украинской Церкви.
Скончался 1 ноября 1942 года и был похоронен за алтарной стеной Крестовоздвиженского храма лавры у входа в Ближние пещеры. Владыка любил повторять: «Епископская власть дана мне не для того, чтобы наказывать, а чтобы прощать».

## Награды
- Орден Святого Владимира 3-й степени (1903)
- Орден Святой Анны 1-й степени (1908)
- Орден Святого Владимира 2-й степени (1911)
- Панагия на Георгиевской ленте за боевые заслуги (1915)
- Орден Святого Александра Невского с мечами (1916)

## Канонизация
21 июня 2011 года решением Священного синода Украинской православной церкви канонизирован как местночтимый святой.
22 апреля 2012 года митрополит Киевский Владимир (Сабодан) совершил чин причисления схиархиепископа Антония к лику местночтимых святых Киевской епархии. День памяти святого исповедника 1 ноября (19 октября по ст. ст.).